# Bokonusan
Bokonusan is een bestuurslaag in het regentschap Kupang van de provincie Oost-Nusa Tenggara, Indonesië. Bokonusan telt 1033 inwoners (volkstelling 2010).